# إنريكي بيكلز
إنريكي بيكلز (بالإسبانية: Enrique Beckles) هو عداء سريع أرجنتيني، ولد في 5 سبتمبر 1927 في بوينس آيرس في الأرجنتين.

## وصلات خارجية
- إنريكي بيكلز على موقع أوليمبيديا (الإنجليزية)